# Directeur d'opéra

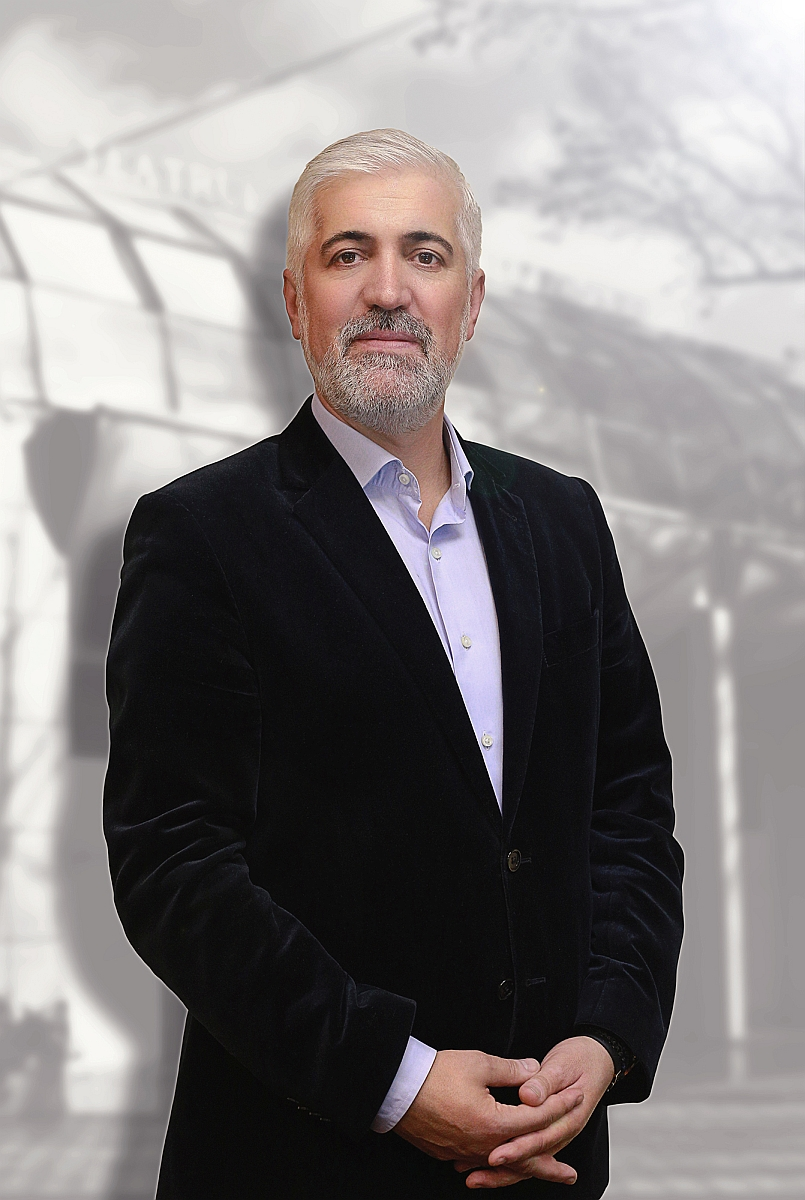
Directeur d'opéra

Directeur - Directrice d'opéra est la terminologie usitée pour qualifier une personne chargée d'une fonction de direction au sein d'une maison d'opéra.

## Historique
Jusqu'à la fin du XIXe siècle, l'exploitation des théâtres était assurée par les impresarios qui en  achetaient la concession pour une ou plusieurs saisons à leurs propriétaires.
Depuis le XXe siècle, le terme ne s'applique plus au directeur d'opéra qui est de nos jours salarié par l'institution qu'il dirige. L'impresario ne désigne plus que l'agent artistique chargé de la carrière d'artistes. La transition s'est exercée au début du XXe siècle par l'engagement par des maisons d'opéras ou des festivals lyriques prestigieux d'anciens impresarios non moins célèbres :
- Giulio Gatti-Casazza au Teatro alla Scala de Milan puis au Metropolitan Opera de New York
- Rudolf Bing aux festivals de Glyndebourne et Édimbourg puis au Metropolitan Opera de New York
- Francesco Siciliani au Maggio musicale fiorentino et à la Scala
- Gabriel Dussurget au Festival d'Aix-en-Provence
- Bernard Lefort à l'Opéra de Paris et au Festival d'Aix-en-Provence

De nos jours, la fonction de directeur d'opéra est encore majoritairement occupée par des hommes, malgré quelques nominations récentes de directrices, telles que: Valérie Chevalier-Delacour (opéra de Montpellier, depuis 2013), Eva Kleinitz à l’Opéra national du Rhin, depuis 2017), et Caroline Sonrier (Opéra de Lille, depuis 2003).

## Diversité des fonctions
Selon l'importance de l'institution dirigée, celle-ci peut comporter dans sa structure une équipe de direction plus ou moins étoffée et recouvrant plus ou moins largement des fonctions administratives, artistiques et techniques.

### Direction administrative
- Directeur général : politique générale, social, finances, administration ; peut être également directeur artistique
- Directeur administratif et financier : budgets
- Directeur de la communication : relations avec les médias
- Directeur de la production : relations avec les artistes

### Direction artistique
- Directeur artistique : choix du répertoire et des artistes ; il est souvent metteur en scène ou chef d'orchestre
- Directeur musical : chef d'orchestre et des services musicaux ; recrutement des musiciens ; fixe les programmes avec le directeur artistique
- Directeur du ballet : responsable du ballet ; fixe le programme ; chorégraphe il assure certaines créations
- Directeur des chœurs : prépare les ensembles

### Direction technique
- Directeur de la scène : coordonne les services et organise les plannings
- Directeur technique :  dirige les services techniques (machinerie, lumières, décors, costumes et accessoires ; travaille en relation avec les autres théâtres